# Лимбяяха
Лимбяя́ха (нен. Лимбя-Яха — «орлиная река») — упразднённый рабочий посёлок в Ямало-Ненецком автономном округе России. В 2004 году включен в состав города Новый Уренгой.

## География
Расположен в 70 км к востоку от Нового Уренгоя на берегу озера Ямылимуяганто, территориально находится в окружении Пуровского района.
Ближайшая железнодорожная станция Коротчаево на линии Тюмень — Новый Уренгой. Действует автобусное сообщение Коротчаево — Лимбяяха — Новый Уренгой.
Климат суровый северный. Температура зимой иногда достигает −40…-50 °C. Наблюдаются сильные перепады атмосферного давления. Из редких природных явлений в сильные морозы наблюдаются миражи, северное сияние, вертикальные свечения вокруг источников света.

## История
Посёлок был основан в 1983 году на территории Пуровского района в связи со строительством Уренгойской ГРЭС.
10 мая 1988 года Лимбяяхе был присвоен статус рабочего посёлка, посёлок передан в административное подчинение Новому Уренгою.
На референдуме в сентябре 2004 года подавляющее большинство жителей посёлка высказались за вхождение в состав Нового Уренгоя. Законом ЯНАО от 16 декабря 2004 года рабочие посёлки Коротчаево и Лимбяяха прекратили своё существование как отдельные населённые пункты и были включены в состав города Новый Уренгой, состав его отдельными районами. В нём построен свой новый жилищный район Приозёрный.

## Население
| 1989 | 2002  |
| ---- | ----- |
| 3293 | ↘2815 |